# UFCファイトパス

UFCファイトパスのロゴ

UFCファイトパス（UFC Fight Pass）は、アメリカ合衆国の総合格闘技団体「UFC」が運営する有料のオンライン映像配信サービス。178の国と地域で利用可能で、UFCファイトパスという名称だが他団体も放送している。

## 概要
UFCファイトパスは、月額視聴料を支払って視聴するオンライン映像配信サービス。UFCや他団体の試合ライブ配信と、過去の試合映像のオンデマンド配信が主なコンテンツで、独自ののオリジナルコンテンツも配信している。パソコンのウェブブラウザ上か、スマートフォンやタブレットでUFCファイトパス専用アプリを使用しての視聴、又はChromecast、Apple TV、Fire TV Stick、Fire TV、Xbox One、Xbox 360を使用すればテレビでの視聴も可能である。画質は720pのハイビジョン画質から240pまで選択出来る。月額視聴料は9.99ドル（約1000円）で1年契約プランでは月額7.99ドルに割引になり、視聴料金の支払い方法はクレジットカードのみに対応している。
現在はUFCに加え他団体を週に2、3大会ライブ中継している。

### 歴史
2013年12月28日、アメリカ合衆国、カナダ、オーストラリア、ニュージーランドでサービスを開始。
2014年3月6日、178の国と地域で利用可能となった。
2015年、「国際総合格闘技連盟」と提携し、アマチュア総合格闘技世界選手権の放送を開始。
2017年3月、K-1のオンデマンド配信を開始。

## コンテンツ

### ライブ配信
- UFC　（＊ペイ・パー・ビュー大会のメインカードのライブ視聴は不可）
  - UFC on FOX
  - UFC Fight Night
  - 全ての大会の前座カード（Prelimsカード、ペイ・パー・ビュー大会のPrelimsカードもライブ視聴可能）
- パンクラス
- 修斗
- Invicta FC
- Titan FC
- KOTC
- XFO
- AFC
- Victory FC
- Combate Americas
- Eddie Bravo Invitational
- Cage Warriors
- EFN
- Teck-KREP FC
- TKO
- 修斗ブラジル
- BRACE
- GLORY
- アマチュア総合格闘技世界選手権
- アマチュア総合格闘技ヨーロピアン・オープン選手権

### オンデマンド配信

#### 試合アーカイブ
- UFC　（ペイ・パー・ビュー大会は大会1ヶ月後から視聴可能）
- PRIDE
- K-1
- Strikeforce
- WEC
- Invicta FC
- パンクラス
- GLORY
- Eddie Bravo Invitational
- King of the Cage
- Cage Warriors
- Victory FC
- Affliction
- Cage Rage
- BRACE
- Combate Americas
- 修斗ブラジル
- EFN
- EliteXC
- IVC
- 修斗
- Titan FC
- TKO
- WFA
- XFO
- Extreme Challenge
- MFC
- Teck-KREP FC
- AFC
- HOOKnSHOOT
- SuperBrawl
- アマチュア総合格闘技世界選手権

#### 番組アーカイブ
- The Ultimate Fighter
- Best of PRIDE
- Best of WEC
- Ultimate Insider
- UFC Now
- UFC Wired
- UFC Unleashed
- UFC Ultimate Knockouts

#### オリジナルコンテンツ
- Dana White: Lookin' for a Fight
- UFC Fight Motion
- UFC Lab
- Where Are They Now?
- Ultimate Submissions
- MMA in the Family